# کیتوسان

ساختار شیمیایی پلیمر کیتوسان

کیتوسان یا چیتوسان (به انگلیسی: Chitosan) مشتقی از گلوکان با واحدهای تکرار شونده کیتین است که توسط روگت در سال ۱۸۵۹ با عامل شناخته شده‌ای بروز نموده و بسیار شایع تر از نوع ثانویه می‌باشد. جوشاندن کیتین در محلول پتاس با غلظت مشخص به دست آمد.
کیتین یک موکو پلی ساکارید طبیعی با فرمول شیمیایی (C8H13NO5) بوده که به وفور در اسکلت خارجی بندپایان مانند میگو، خرچنگ و همچنین گیاهان پست از قبیل مخمرها و کوتیکول حشرات یافت می‌شود.
کیتین، از واژه یونانی کیتون، به معنای پوشش سخت گرفته شده‌است. این ترکیب برای اولین بار توسط براکونوت در سال ۱۸۱۱ تشریح شد.

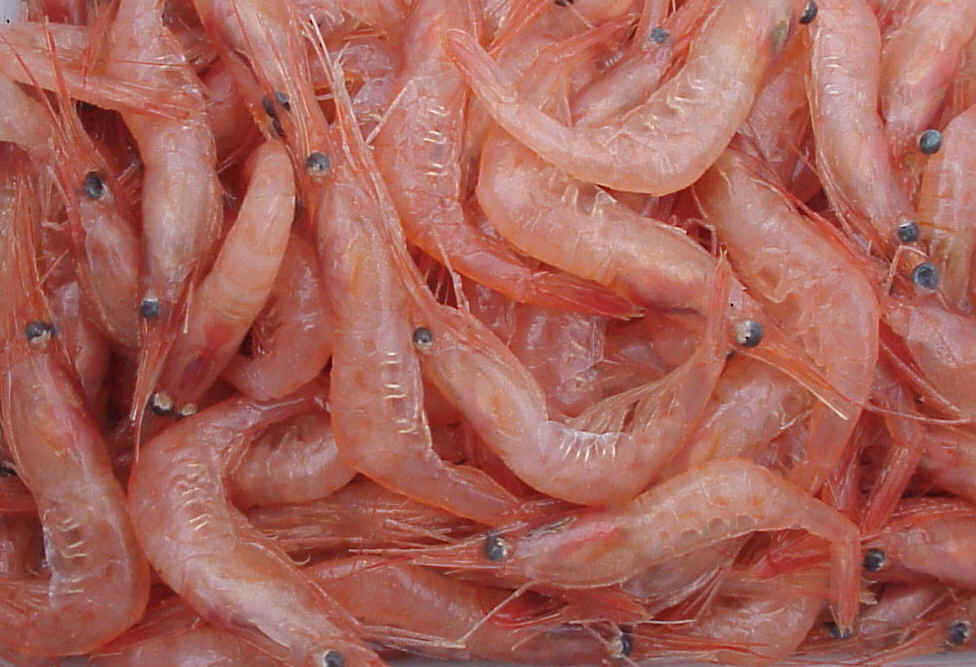
کیتوسان تجاری از اسکلت خارجی بندپایانی مانند میگو استخراج می‌شود.

اهمیت کیتین در تهیه کیتوسان از آن جا است که کیتوسان در فراورده‌های بالینی به دلیل سازگاری زیست‌شناسی با بقیه مواد، قابلیت هضم آسان، غیر سمی بودن، قدرت جذب بالا، و در دسترس بودن به عنوان یک حامل داروئی به کار می‌رود.
- کیتین از لحاظ ساختاری با سلولز تنها در یک گروه استامید تفاوت دارد.

## معنی کیتوسان
کیتوسان با فرمول شیمیایی (C6H11NO4) از استیل زدایی کیتین بدست می‌آید که به دلیل غیر سمی بودن، خاصیت جذب بالا، امکان تجزیه در طبیعت، سازگاری با محیط زیست، مقرون به صرفه بودن از نظر اقتصادی، توانایی حذف محدودهٔ وسیعی از رنگ‌ها و فلزات، سینتیک سریع و در نهایت امکان تهیه مشتقات فراوان از آن، بسیار مورد توجه است.
خصوصیات کیتوسان اغلب به طبیعت شیمیایی آن بستگی دارد. از جمله:
1. درجه استیل زدایی
2. جرم مولکولی
3. کریستالیته
4. بار یونی گروه‌های عاملی

## تهیه کیتوسان
در واکنش استیل‌زدایی، با اضافه کردن محلول سدیم هیدروکسید غلیظ و گرما، گروه‌های استیل آمین در کیتین به عامل‌های آمین تبدیل می‌شود.
تعداد گروه‌های استیل موجود روی زنجیر پلیمر، تفاوت بین این دو پلیمر را مشخص می‌کند.
به‌طور قراردادی وجود ۵۰ درصد گروه‌های آمیدی به عنوان مرز بین کیتین و کیتوسان در نظر گرفته می‌شود؛ یعنی پلیمر با درجه استیل زدایی کمتر از ۵۰ درصد را کیتین و بیش از ۵۰ درصد را کیتوسان می‌نامند.

## اهمیت درجه استیل زدایی متفاوت
در نمونه‌های تجاری کیتوسان، درجه استیل زدایی آن همیشه کمتر از %۹۵ است، زیرا افزایش بیشتر از این مقدار، موجب افزایش هزینه تولید و در نتیجه افزایش قیمت آن می‌شود. کیتوسان با درجه استیل زدایی بالا در پزشکی مورد استفاده قرار می‌گیرد.

## کاربردها

### تصفیه فاضلاب و مهندسی آب
کیتوسان به دلیل ماهیت پلی کاتیونی، می‌تواند به عنوان یک عامل لخته‌کننده عمل کند و همچنین می‌تواند به عنوان یک عامل کی‌لیت کننده، یونهای فلزات سنگین را به دام بیندازد.

### صنایع کاغذ سازی و بسته‌بندی
زیست تخریب پذیری و سازگاری بالای آن با محیط زیست باعث شده‌است که از کیتین و کیتوسان در صنایع بسته‌بندی و همچنین کاغذهای قابل بازیافت استفاده شود. کیتوسان به دلیل شباهت زیاد ساختاری با سلولز می‌تواند به راحتی در کارخانه‌های کاغذسازی استفاده شود. کاغذهای تولیدی از کیتوسان دارای سطح صاف و مقاومت بالا در برابر رطوبت هستند که بسیار برای چاپ و نقاشی مناسب می‌باشند. همچنین به دلیل پیوندهای هیدروژنی بین زنجیرهای پلیمر، کاغذ قابل انعطاف و محکم بوده و در مقابل پارگی مقاومت می‌کند. علاوه بر این، کیتوسان به دلیل خاصیت ضدمیکروبی، در صنایع بسته‌بندی مواد غذایی استفاده می‌شود.

### صنایع نساجی
کیتوسان به عنوان یک بیوپلیمر طبیعی غیرسمی، زیست تخریب پذیر و سازگار با محیط زیست گزینه مناسبی برای استفاده در صنایع نساجی است و علاوه بر این، خاصیت ضد باکتری این نمونه از الیافها موجب شده که امروزه از آن‌ها در لباسهای ورزشی، البسه خانم‌ها، کودکان و لباسهای ظریف، زیبا، ضد بو و ضدحساسیت استفاده شود.

### صنایع غذایی
به دلیل ویژگیهایی چون خواص ضد میکروبی و آنتی‌اکسیدانی و نیز جلوگیری از تغییر طعم و مزه و افزایش ماندگاری، از
کیتوسان به عنوان یک افزودنی در فراورده‌های گوشتی و لبنی استفاده می‌شود.
همچنین در بسته‌بندی مواد غذایی، فیلم‌های تولید شده از کیتوسان بی خطرند و به‌طور وسیعی برای بسته‌بندی غذاها استفاده می‌شوند. این بسته بندیها علاوه بر اینکه دارای خاصیت ضد میکروبی هستند از ویژگی مکانیکی خوبی نیز برخوردار می‌باشند.

### کشاورزی
در جهت ایجاد یک پوشش نازک روی خوراکی‌هایی نظیر میوه و سبزیجات که به صورت یک فیلم محافظ ضدباکتری و ضدقارچ مانع از فساد محصولات کشاورزی می‌شود.

### پزشکی و بیو پزشکی
کیتوسان با درجه خلوص مناسب در سیستم‌های آزادسازی و رهایش دارویی، همودیالیز، پوست مصنوعی، مشمع‌های دارو یی، بی حرکتی آنزیمی، لنزهای تماسی، بانداژ چشم، ارتوپدی، نخ جراحی، دندان پزشکی و کشاورزی به کار رفته و علاوه بر آن اثراتی چون توانایی جذب چربی، کاهش گلوکز، کلسترول و تری گلیسرید و ضد میکروبی نیز آن گزارش شده‌است، از حلالیت اندک کیتوسان، باعث محدودیت‌هایی در کاربرد این ماده ارزشمند شده‌است.
کیتوسان در بخش‌های مختلف صنعت داروسازی به اندازه‌ای اهمیت دارد که پیش‌بینی شده بود در سال ۲۰۰۵ میلادی یکی از پرفروش‌ترین و مطرح‌ترین مواد اولیه تولید شده در جهان بوده و بازار جهانی را تحت‌الشعاع خود قرار دهد. ۷۵ درصد کیتوسان تهیه شده کاربرد دارویی و بهداشتی خواهد داشت. از کیتوسان به عنوان یک حامل دارویی قرن بیست و یکم نام برده شده‌است.

### کاربرد در مهندسی پزشکی
از کاربردهای در حال گسترش پلیمر کیتوسان در مهندسی پزشکی می‌توان به موارد ذیل اشاره کرد:
کاربرد در بهبود زخم، کاربرد در مهندسی بافت، کاربرد در ساخت حامل‌های دارویی در رهایش دارو، ساخت نانوحامل‌های کیتوسان در رهایش داروهای ضد سرطان و رهایش واکسن‌ها، ژن تراپی و زیست تصویر نگاری از ارگانهای حیاتی.
در دهه‌های اخیر، کیتین و کیتوزان به خاطر زیست تخریب پذیری در داخل بدن و زیست سازگاری آن‌ها توجه زیادی را به خود معطوف کرده‌اند. کیتوزان، فعالیت ضدمیکروبی متوسطی نشان می‌دهد که از مازاد کاتیونی آن ناشی می شودو یک خاصیت مهم از نقطه نظر استفاده آن به عنوان یک ماده پزشکی است.
شباهت طبیعی این پلیمر با گلیکوزآمین گلیکان که از مهم‌ترین بخش‌های ماتریس خارج سلولی است، سبب گشته که کیتوزان در چند سال اخیر به عنوان داربست مهندسی بافت استفاده وسیعی داشته باشد. همچنین فرایند پذیری این پلیمر به مراتب آسان‌تر بوده و باعث می‌شود محصول نهایی دارای حاشیه سود بالاتری شود.
گلوکوزامین و استیلگلوکوزآمین از جمله مواد حاصله از تخریب کیتوزان است که یا در گلیکوپروتئینهای بدن مورد استفاده قرار می‌گیرد یا به صوت دی اکسیدکربن دفع می‌گردد. اگرچه کمبود استحکام مکانیکی جزء محدودیتهای استفاده از این پلیمر زیست تخریب پذیر زیست سازگار به حساب می‌آید، کامپوزیتهای حاصله از آن به سرعت در حال رشد و توسعه هستند. کیتوزان با وزن مولکولی بسیار بالا یا با درجه استیلاسیون بالا، به هیچ وجه در کاربردهای مهندسی بافت قابل استفاده نیست، زیرا مشاهدات بسیاری مبنی بر سمی بودن آن گزارش شده‌است، از طرفی زیست تخریب پذیری این پلیمر نیز قابل کنترل نیست. ژلهای کیتوزان پس از مرحله ایجاد پیوندهای عرضی، استحکام مکانیکی مناسبی را بدست می‌آورند و در محیطهای آبی مقاوم می‌گردند. با این وجود در محیط مهاجم بدن که امکان تغییر PH در آن بالاست کیتوزان همچنان آسیب‌پذیر است.